# Константінешть (Молдова)
Константінешть (рум. Constantineşti) — село в Кантемірському районі Молдови. Входить до складу комуни, центром якої є село Готешть.